# Испанско-киргизские отношения
Киргизско-испанские отношения — двусторонние отношения между Кыргызстаном и Испанией. У обеих стран нет собственных посольств и консульств, но посольство Испании в Казахстане имеет аккредитацию в Кыргызстане.

## Дипломатические отношения
Отношения между Испанией и Кыргызстаном по-прежнему развиты слабо. Фактически, в Кыргызстане нету испанского посольства. С февраля 2002 года, с перерывом в период с июня 2003 года по август 2004 года, и до октября 2009 года Испания имела на авиабазе Манас отряд численностью около 50 солдат с целью оказания поддержки испанским войскам, находящимся в Афганистане.
После денонсации Кыргызстаном соглашения, по которому Испания использовала авиабазу Манас, желание обновить договорные рамки, разрешающие присутствие гражданского и военного персонала в нынешней номинации, было передано Кыргызстану, так и не получив никакого ответа, поэтому необходимо было переместить авиабазу для материально-технического обеспечения испанских войск на территории Афганистана в Таджикистан.

## Экономические отношения
Испания имеет с Кыргызстаном соглашение APPRI и Соглашение об избежании двойного налогообложения, унаследованное ещё с советских времён, которое имеет силу и теоретическую применимость в соответствии с Алма-Атинской декларацией. Однако в апреле 2011 года власти Кыргызстана заявили о своём намерении заключить новые договоренности в этом вопросе, что стало причиной обмена первоначальными проектами соглашения APPRI. После вступления в силу Лиссабонского договора Европейский союз выполняет компетенции соглашений.
Политическая нестабильность в Кыргызстане в эти годы тормозила деятельность испанских и международных инвесторов. Учитывая слабое экономическое развитие страны, привлечение иностранных инвестиций является одним из приоритетов экономической политики Кыргызстана.